# Dennstaedtia formosae
Dennstaedtia formosae là một loài thực vật có mạch trong họ Dennstaedtiaceae. Loài này được H. Christ miêu tả khoa học đầu tiên năm 1904.